# Worked All Continents
Worked All Continents albo WAC – krótkofalarski dyplom nadawanym tym radioamatorom, którzy pomyślnie ukończyli dwustronną łączność z innymi stacjami radiowymi zlokalizowanymi na każdym z sześciu kontynentów: Afryka, Azja, Europa, Ameryka Północna, Oceania (włącznie z Australią) i Ameryka Południowa.
Dyplom jest sponsorowany przez International Amateur Radio Union (IARU) i dostępny jest dla krótkofalowców na całym świecie, jednak kandydaci ze Stanów Zjednoczonych muszą być członkami American Radio Relay League.

## Wymagania
Podstawowy dyplom WAC można zdobyć przedstawiając dowód dwustronnej łączności w dowolnej kombinacji pasm radiowych albo rodzajów emisji. Takim dowodem zwykle jest karta QSL, którą należy dołączyć do wniosku o wydanie dyplomu.
Dyplomy specjalne dostępne są za łączność ze wszystkimi kontynentami, wykorzystując do tego celu amatorskie satelity, telefonię, telegrafię (alfabet Morse’a), dalekopis (RTTY), amatorską telewizję (SSTV) albo faks.

## Uznania
Otrzymanie naklejki uwarunkowane jest przedstawieniem pisemnego dowodu (karty QSL) dwustronnych łączności na każdym z sześciu kontynentów za dany rodzaj emisji lub pasmo.
Naklejki można otrzymać zarówno na dyplomach podstawowym i specjalnych.
Dostępne rodzaje uznań to QRP za łączności zrobione nadajnikiem z mocą nie większą niż 5 watów, kolejne za zrobienie wszystkich łączności na następujących pasmach: 160 m, 80 m, 6 m, 2 m, 70 cm albo 23 cm.

## 5-Band WAC
Do dyplomów opisanych powyżej należy dodać dyplom 5-Band WAC, nadawany krótkofalowcom, którzy szczęśliwie ukończyli dwustronną łączność z każdym z sześciu kontynentów na pięciu pasmach (80 m, 40 m, 20 m, 15 m i 10 m). Można otrzymać 6 naklejek do tego dyplomu.
Łączności zrobione na 10/18/24 MHz albo przez satelity nie są zaliczane do certyfikatu 5-Band WAC oraz do uznań (endorsements) 6-band.